# Sergentomyia roberti
Sergentomyia roberti är en tvåvingeart som beskrevs av Vattier-bernard och Trouillet 1981. Sergentomyia roberti ingår i släktet Sergentomyia och familjen fjärilsmyggor.
Artens utbredningsområde är Kongo. Inga underarter finns listade i Catalogue of Life.